# Eduard von Regel
Eduard August von Regel est un jardinier et un botaniste allemand, né le 13 août 1815 à Gotha et mort le 15 avril 1892 à Saint-Pétersbourg. Regel est l'auteur de nombreuses études sur la flore de Sibérie orientale, d'Asie centrale, de l'île de Sakhaline, et du kraï d'Oussouri. Il a décrit plus d'un millier d'espèces végétales et a publié des monographies sur la systématique des genres d'Allium (aulx), Tulipa (tulipes), Gagea (gagées), Betula (bouleaux), etc. C'est l'un des premiers à étudier la systématique de la flore du Turkestan, grâce aux envois d'Olga Fedtchenko notamment et d'autres explorateurs russes. Il travailla à partir de 1855 au jardin botanique impérial de Saint-Pétersbourg, dont il fut le directeur de 1875 à sa mort. Il était également l'éditeur de la revue de botanique et d'horticulture Gartenflora.

## Biographie
Il apprend l’horticulture à l’orangeraie grand-ducale de Gotha. Il complète sa formation au jardin botanique de Göttingen. Il travaille aux jardins botaniques de Bonn et de Berlin avant d’être nommé directeur de celui de Zurich en 1842. C'est à Zurich qu'il est reçu comme docteur en philosophie spécialisé en botanique et enseigne à l'université. Il fonde en 1852 à Erlangen la revue Gartenflora, où il décrit nombre de plantes. Il publie également avec Oswald Heer le Schweizerische Zeitschrift für Land und Gartenbau.
En 1855, il s’installe à Saint-Pétersbourg d’abord comme botaniste puis, à partir de 1875, comme directeur du jardin botanique impérial. Il fait un long voyage en Europe occidentale en 1871 afin d'étudier les jardins botaniques et leur gestion et d'obtenir de nouvelles espèces pour celui de Saint-Pétersbourg. Il visite ainsi l'Allemagne, la Belgique, l'Angleterre, la France, l'Autriche, la Suisse et l'Italie et recueille 240 espèces dans des expéditions botaniques et près de 980 espèces nouvelles, surtout obtenues en échange, de la part des autres jardins botaniques.
Regel se consacre particulièrement à l’étude et l’amélioration des arbres fruitiers russes. Il crée un jardin de pommiers en 1863 sur ses propres deniers. Il est notamment l’auteur de Allgemeines Gartenbuch (deux volumes, Zürich, 1855 et 1868). Il introduit de nombreuses espèces d'Asie centrale et du Turkestan russe.
Regel est à l'origine de la fondation du musée botanique de Saint-Pétersbourg, du laboratoire botanique du jardin, du jardin d'acclimatation de Saint-Pétersbourg, de la Société impériale russe d'horticulture (dont il est vice-président), ainsi que de plusieurs journaux et publications concernant le jardinage. Ce fut un auteur extrêmement prolifique de plus de trois mille descriptions d'espèces.

## Famille

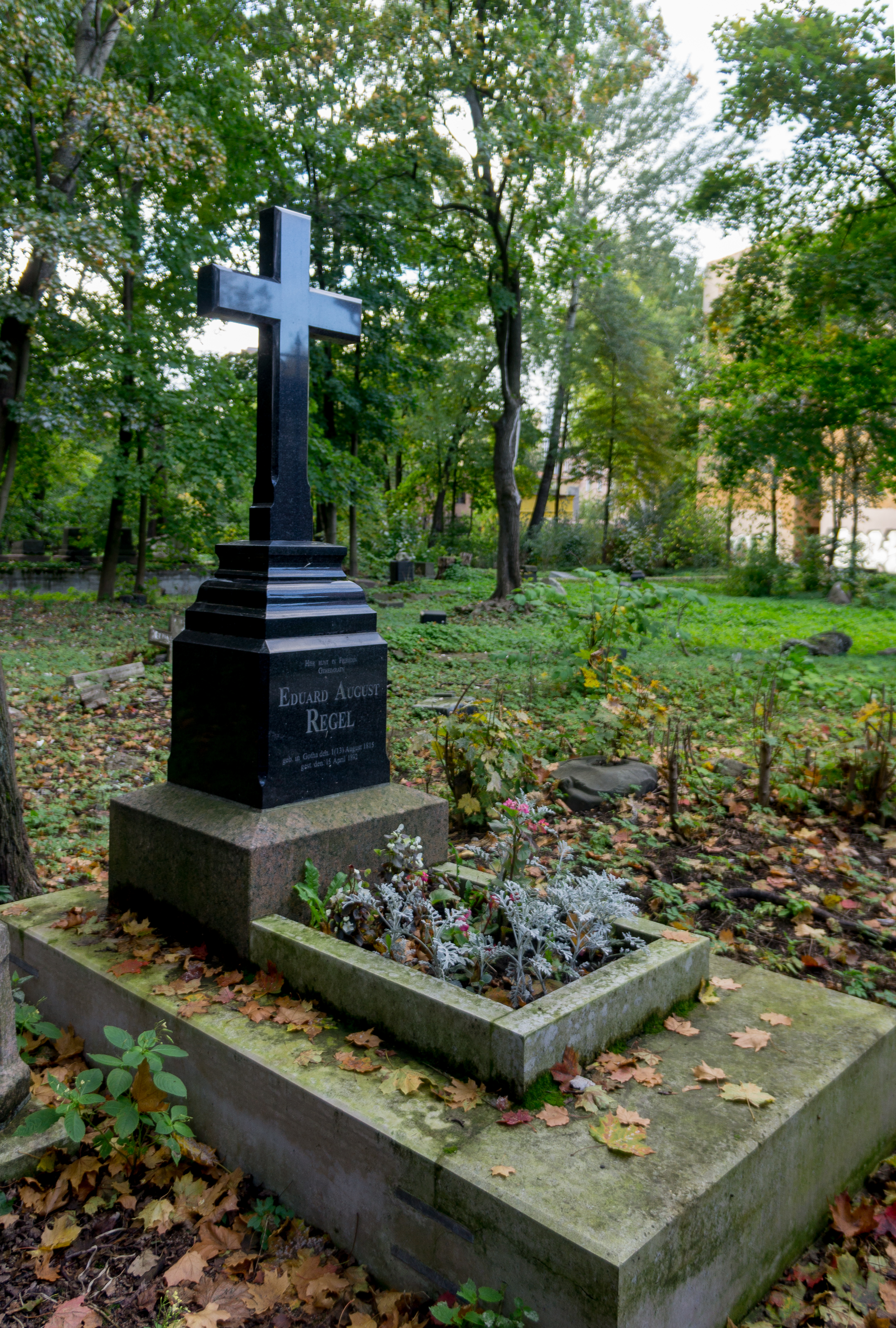
Sépulture d'Eduard von Regel.

Eduard von Regel est le père de l'explorateur Johann Albert von Regel (1845-1885), du dendrologue Arnold Regel (1856-1917) et du botaniste Robert Regel (1867-1920).
Eduard von Regel est enterré au cimetière luthérien de Saint-Pétersbourg.

## Quelques publications
- Allgemeines Gartenbuch. 2 Bde. (Zürich 1855, 1868)
- Cultur der Pflanzen unserer höheren Gebirge sowie des hohen Nordens mit 1 Taf. Abb. Enke, Erlangen 1856.
- Monographia Betulacearum ..., in: Nouveaux Mémoires de la Société impériale des naturalistes de Moscou 13: 59-187, 1861
- Tentamen florae ussuriensis, 1861
- Русская помология, или описание признаков и способ разведения сортов плодовых растений…, [Pomologie russe...] ч. 1—2. — Saint-Pétersbourg, 1868.
- Animandversioes de Plantis vivis nonnulis Horti Botanici Imperialis Petropolitani  (lat.) // Тр. Имп. С.-Петерб. бот. сада. — 1871—1872. — vol. I. — Т. I. — pp. 91–100.
- Revisio specierum Crataegorum, Dracaenarum, Horkeliarum, Laricum et Azalearum  (lat.) // Тр. Имп. С.-Петерб. бот. сада. — 1871—1872. — vol. I. — Т. I. — pp. 103–164.
- Plantae a Burmeistero prope Uralsk collectae  (lat.) // Тр. Имп. С.-Петерб. бот. сада. — 1872. — vol. II. — Т. I. — pp. 253–256.
- Путеводитель по Императорскому С.-Петербургскому ботаническому саду. [Guide du jardin botanique impérial de Saint-Pétersbourg] — Saint-Pétesbourg.: Типогр. В. В. Пратс, 1873. — 147 pages.
- Alliorum adhuc cognitorum monographia. — 1875. (lat.)
- Содержание и воспитание растений в комнатах [Contenu et élevage des plantes d'intérieur], ч. 1—2. — 7e édition — 1898—1904.
- Русская дендрология, или перечисление и описание древесных пород и многолетних вьющихся растений…, [Dendrologie russe...] вып. 1—2. — 2е édition — Saint-Pétersbourg, 1883—1889.
- Однолетние и двухлетние цветущие растения… [Les plantes à fleurs annuelles et biannuelles] — 3e édition — Saint-Pétersbourg, 1885.

## Hommages
Des genres de plantes ont été baptisés de son nom en son honneur: Regelia Schauer, de la famille des Myrtaceae, et Neoregelia L.B.Sm., de la famille des Bromeliaceae.

## Sources
- (de) Cet article est partiellement ou en totalité issu de l’article de Wikipédia en allemand intitulé « Eduard August von Regel » (voir la liste des auteurs).

- (ru) Cet article est partiellement ou en totalité issu de l’article de Wikipédia en russe intitulé « Регель, Эдуард Людвигович » (voir la liste des auteurs).